# Gilbert Kieffer
Pour les articles homonymes, voir Kieffer.

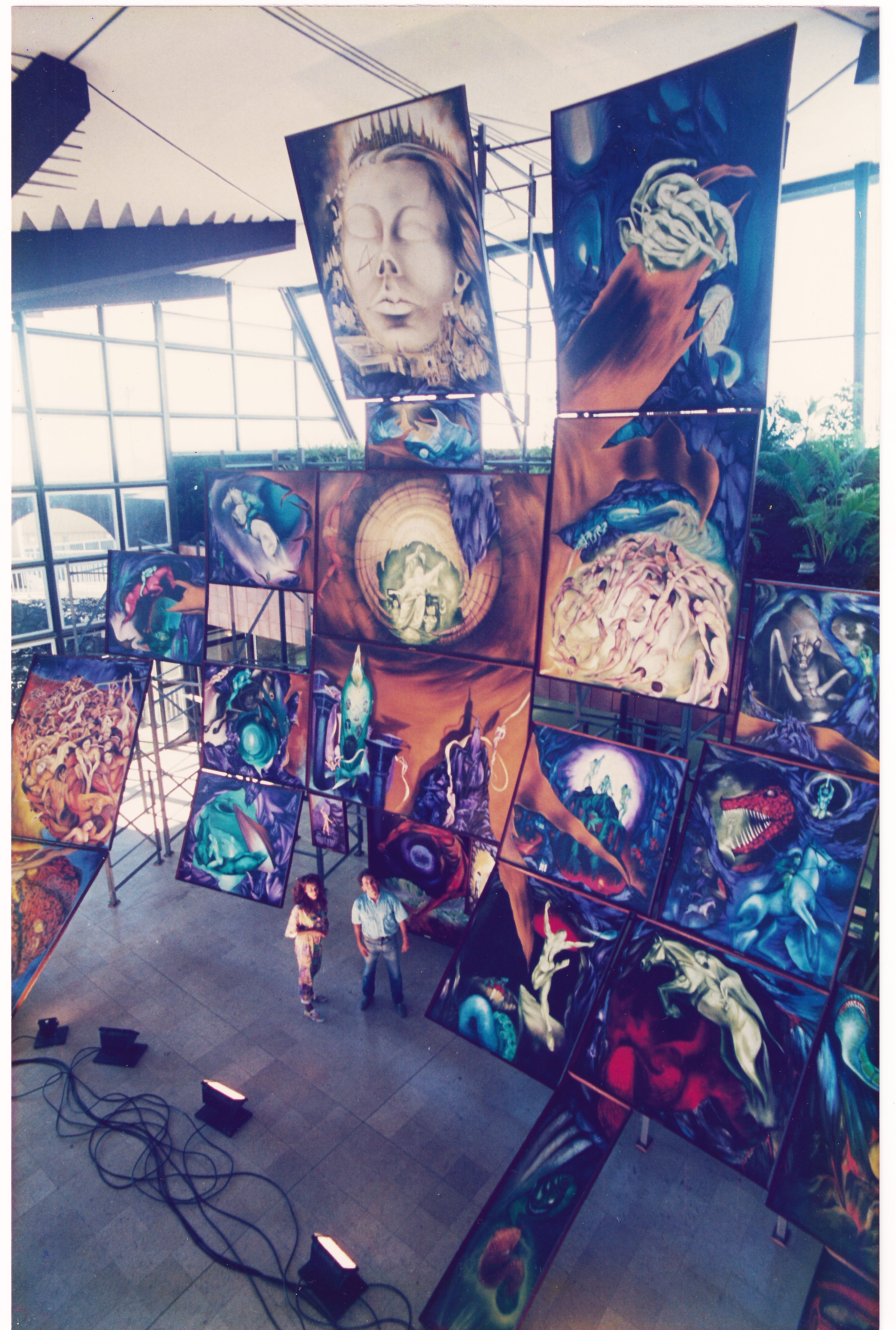
« Apocalypse » à l'aéroport de la Réunion en 1988.

Gilbert Kieffer est un artiste contemporain français né à Strasbourg en 1953. 
Docteur en philosophie et membre du mouvement « Non-Philosophie », il crée le concept de « peinture d'illusion non-euclidienne » dans sa création artistique.

## Biographie
Gilbert Kieffer réalise une maitrise en lettres modernes à l'Université de Strasbourg en 1976 et devient professeur de lettres modernes pour l'Éducation nationale. 
À l'île de La Réunion, il commence une carrière artistique de peintre (exposition au musée Léon-Dierx en 1985, exposition « Chimères » à la galerie Salammbo à Paris en 1987).
En 1988, il lance la grande exposition-installation Apocalypse ou Illusions non-euclidiennes à l'aéroport de La Réunion. Ce polyptyque géant est constitué de 21 tableaux sous continuité visuelle sur une structure-support de forme parabolique de trois tonnes, selon le concept de « peinture d'illusions non-euclidiennes ».
En 1989, il participe avec Le Christ de la mauvaise conscience à l'exposition itinérante « La Passion de Dunkerque », organisée par le musée d'art contemporain de Dunkerque. Puis, en 1995, il termine son doctorat de philosophie à l'Université de Paris X Nanterre. Il fait désormais partie du groupe de chercheurs à la suite de François Laruelle, la « Non-Philosophie » ou la « Philosophie non-standard ».
Il vit alors au Pérou (1993-1999), où il découvre le monde inca, et l'inspiration du désert. Professeur au Lycée franco-péruvien, il réalise aussi nombreuses conférences à l'Universidad Santo Torribio, à l'Alliance française et pour diverses radios.
En 1998, il réalise un séminaire en langue espagnole à l'Université Santo Torribio, « Lyotard, Foucault, Deleuze, Derrida, Laruelle », avec traduction de nombreux textes non encore traduits à l'espagnol.
Il devient entretemps formateur en gestion mentale, après avoir été formé à Lima par Antoine de la Garanderie lui-même (1995-1997). Il fait une exposition rétrospective au Museo de la Nación, Sala Sipán, en 1999. Il y présente ses premières méditations artistiques sur les signes des Amériques, signes incas.
En 1999, il revient à l'île de la Réunion où il réalise de nombreuses formations en gestion mentale pour l'enseignement secondaire. Il devient Chevalier des Palmes académiques cette même année.
En 2002, il part vivre à El Salvador, en Amérique centrale. Il a le sentiment de suivre de nouveau les pas de Saint-Exupéry[réf. souhaitée], comme à son arrivée au Pérou en 1993, en survolant pour la première fois la Cordillère des Andes. Il y part sur les traces de Consuelo de Saint-Exupéry, l'épouse d'Antoine de Saint-Exupéry. Il fréquente la famille de Consuelo, et expose en 2006 ses œuvres picturales inspirées d'Antoine de Saint-Exupéry aux côtés de celles de Consuelo.
En 2006, il devient officier des Palmes académiques. En 2008, il déménage en République dominicaine, pays où il réside toujours en 2016. C'est là que la méditation philosophique sur l’œuvre de Saint-Exupéry se conclut par la publication du livre en espagnol El Principito de Antoine de Saint-Exupéry, una lectura filosofica, aux éditions Editorial Santuario (2014).
Il expose aussi à nombreuses reprises, et poursuit sa méditation sur les signes des Amériques, en présentant pour la première fois les signes des Tainos. Une première exposition au Museo de las Casas Reales, en 2013, le présente à la République dominicaine comme le penseur et l'artiste des civilisations des Amériques[réf. souhaitée]. Il participe aussi durant la Foire internationale du livre 2015 à Saint-Domingue, avec une exposition « Mythologie nazca », au musée d'art moderne.

## Œuvre philosophique
La recherche philosophique de Gilbert Kieffer part du présupposé qu'il faut introduire le non-euclidien dans l'art. Dès son manifeste de la « Peinture Non-Euclidienne », en 1987, il postule la nécessité de présenter une œuvre picturale qui tienne compte des avancées des sciences et de la philosophie, soit l'espace non-euclidien.
François Laruelle dit de lui, dans le chapitre « Homo Non Estheticus » issu du livre[Lequel ?] : « Au nom de son travail et d'un engagement passionné, un artiste se révolte contre l'esthétique imposée. Nous pour la nier et la refuser globalement, au contraire. Le projet de Gilbert Kieffer est plus complexe que tout prise de position pour ou contre cette activité de professeur. [...] L'ancienne combinaise est celle de l'art et de la parole donatrice et maîtresse de sens sous le nom d'« esthétique ». Il la refuse non seulement dans son principe d'autorité et de suffisance philosophiques, mais surtout dans sa forme contemporaine et boursouflée, envahissante et normative d'aide au marché ».
Dans le Manifeste de la peinture non-euclidienne, Gilbert Kieffer définit par axiome ses bases: Proposition première : « Qu'une peinture d'illusion non-euclidienne est possible ». Proposition deuxième: « Que pour s'exprimer pleinement, elle devait mettre à jour la structure des ensembles épiques ». Proposition troisième : « Que la technique d'illusion non-euclidienne pouvait s'appuyer sur le renversement copernicien de la lumière par la technique des corps opalescents ». Proposition quatrième : « Que le renversement technique d'illusion non-euclidienne, que le renversement copernicien de la lumière, devaient avoir une âme, et que cette âme, était un nouvel esprit allégorique ».
Gilbert Kieffer est un penseur des marges, et c'est pour cela qu'il fait partie du groupe des chercheurs en Non-Philosophie car il est attiré par la philosophie non dogmatique, la philosophie qui défraie de nouveaux chemins, et qu'il inscrit le syndrome de Clavileño dans un article de Philo-Fictions: « Nous n'étions pas loin alors de ressembler à Don Quichotte dans le fameux épisode du second volume, quand quelques nobles rencontrés en chemin, décident de lui jouer le tour de Clavileño. Ils apportent un cheval de bois qu'ils appellent Clavileño, affirmant que c'est un destrier magique envoyé par Malambruno pour rejoindre Dulcinée de Toboso, afin de la délivrer du charme qui la tenait prisonnière. C'est ce qui nous arrive quand nous écoutons les explications des readymades, toutes ces sophistications conceptuelles d'un art qui ne dit rien par lui-même. Nous sommes dans la même situation que le vieil Hidalgo. Un rêve de grandes chevauchées fantastiques nous fait oublier que nous sommes assis sur de pauvres chevaux de bois. »

## Expositions
- 1985 : Rétrospective au Musée Léon Dierx de Saint-Denis, Ile de la Réunion
- 1987 : Chimères, Galerie Salammbo Paris, France
- 1988 : Illusions non- euclidiennes à l'aéroport de Gillot Saint Denis, avec plus de 50 000 visiteurs. Œuvre installation de grandes dimensions, 9 x 12 x 6 mètres sur une structure métallique parabolique de 3 tonnes. 21 tableaux en continuité visuelle traduisant l'Apocalypse de Saint-Jean[4],[5]
- 1989 : Participation de l’œuvre Le Christ de la mauvaise conscience, à l'exposition itinérante mondiale organisée par le musée de Dunkerque La Passion du Christ
- 1990-92 : Participation au Festival of Art, Osaka
- 1991 : International Prix Paris, musée de la Sorbonne, paris[6]
- 1991 : Salon France- Chicago, Chicago USA
- 1992 : Exposition individuelle, Lumbreras Fine Art Gallery, Miami
- 1995 : Museo Pedro Osma, Exposition collective, Lima, Pérou
- 1999 : Sueños de Nazca, exposition individuelle rétrospective, Musée de la Nation, Lima, Pérou
- 2011 : Exposition American Digital Mythology, lors de l'Armory Week 2011,Chelsea. Première présentation d'art digital, ou art numérique, présentant les signes des Amériques dans des contextes ultra contemporains.
- 2012 : Exposition Mayan Prophecy, lors de la Basel Art Week, présentant l'art numérique inspiré de la Prophétie Maya.
- 2013 : Exposition Signes et Vibrations, au musée des Maisons royales (Museo de las Casas Reales) Saint-Domingue, République dominicaine.Avec des œuvres acryliques et art numérique présentant les signes des Amériques : Nazca, Maya et Tainos[7].
- 2014 : Participation et présentation d’œuvres lors du Congrès international de philosophie au Centre culturel international de Cerisy, France. Congrès dédié à la Non-Philosophie.
- 2015 : Exposition « Mythologie nazca » au musée d'art moderne de Saint-Domingue, durant la Foire internationale du livre dédiée au Pérou.

## Publications
Il a publié plusieurs livres en plusieurs langues :
- Manifeste de la peinture d'illusion non-Euclidienne, 1987
- Esthétiques non philosophiques, Paris Kimé, France, 1995
- Participation dans le Dictionnaire de non-philosophie, Paris Kimé, France 1998
- Au-delà de la Post-modernité ou Un más allá de la Postmodernidad, Edition Velés, Lima, Pérou, 1999
- Que peut la peinture pour l'esthétique? collection « Transphilosophique Petra », Paris, France 2003, avec en ouverture : Homo Non Estheticus par François Laruelle.
- Revue des non-philosophies, Philo-fictions no 1, Clandistinité, une ouverture, Article Le Symptôme de Clavileño, 2009
- Revue des non-philosophies, Philo-fictions no 2, Fiction, une nouvelle rigueur, Article Prospective non-philosophique, 2009
- Livre en espagnol : El Principito de Antoine de Saint-Exupéry, una lectura filosofica, Editorial Santuario, 2014 [8].